# Ksawery Rowiński
Ksawery Rowiński (ur. 17 listopada 1904 w Poznaniu, zm. 16 czerwca 1983 w Warszawie) – polski radiolog, emerytowany prof. zw. Akademii Medycznej w Warszawie.

## Życiorys

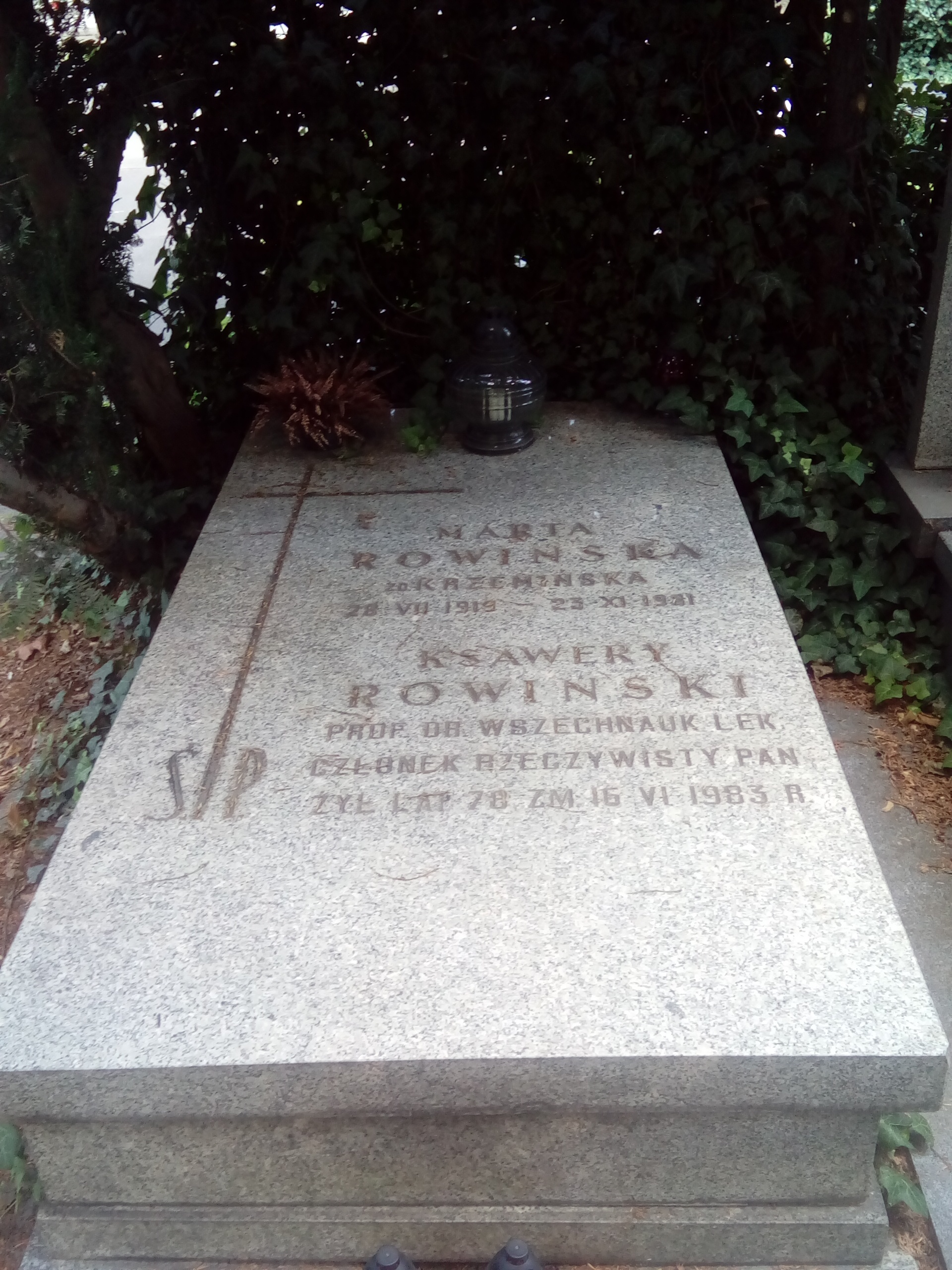
Grób Ksawerego Rowińskiego na Cmentarzu Wojskowym na Powązkach

Studiował na Wydziale Lekarskim Uniwersytetu Poznańskiego pod kierunkiem prof. Karola Meyera. Już podczas studiów był wolontariuszem w szpitalu miejskim. Po ukończeniu studiów w 1928 został asystentem na oddziale chirurgicznym, równolegle od 1928 do 1932 był asystentem w Katedrze Radiologii w swojej macierzystej uczelni, a następnie razem z pierwszą żoną Izabelą z Klingerów przeprowadził się do Warszawy. Podjął pracę na stanowisku kierownika pracowni rentgenodiagnostyczną w Szpitalu św. Łazarza. Podczas II wojny światowej pozostał w szpitalu, prowadził równocześnie oddział kardiologiczny i wewnętrzny. Po zakończeniu działań wojennych znalazł się w Gdańsku, gdzie pełnił funkcję prorektora powołanej tam Akademii Medycznej. W 1948 uzyskał stopień doktora, od 1950 przez dziesięć lat był dyrektorem Departamentu Nauki i Szkolnictwa Wyższego w Ministerstwie Zdrowia. W 1951 był organizatorem, a następnie kierownikiem Katedry i Zakładu Radiologii Pediatrycznej w Akademii Medycznej w Warszawie i w Instytucie Pediatrii. W 1962 otrzymał tytuł profesora warszawskiej Akademii Medycznej. Zainicjował powstanie w 1964 Oddziału Onkologii Dziecięcej razem z Pracownią Rentgenoterapii zorganizowanej przy Katedrze Radiologii Pediatrycznej. W tym samym roku został członkiem Prezydium Polskiej Akademii Nauk w Instytucie Historii Nauki, a pięć lat później został członkiem rzeczywistym PAN, równocześnie został członkiem zagranicznym Akademii Nauk Medycznych ZSRR. Za swój wkład w rozwój rentgenologii Uniwersytet Poznański nadal profesorowi Ksaweremu Rowińskiemu tytuł doctor honoris causa.
Ksawery Rowiński zmarł w 1983, spoczywa na Cmentarzu Komunalnym na Powązkach (kw. 37C-5-1).

## Publikacje
Był autorem felietonów, prac naukowych i publikacji związanych z radiologią pediatryczną, organizacją i historią radiologii.
- „Diagnostyka rentgenowska następstw urazów:. Podstawy Techniki i taktyki”, Warszawa 1958.
- „Rentgenodiagnostyka pediatryczna”, Warszawa 1971. (współautor)

## Odznaczenia
- Krzyż Oficerski Orderu Odrodzenia Polski (22 lipca 1951, za wybitną działalność naukową w dziedzinie medycyny)[2]